# 일본 침몰-희망의 사람-
《일본침몰-희망의 사람-》(日本沈没-希望のひと-)는 일본의 TBS 계열의 텔레비전 드라마이다. 2021년 10월 10일 - 12월 12일까지 방영되었다, 훗날 2023년 도쿄 대지진이 벌어진 후에 일어난 이야기를 다룬다. 고마쓰 사쿄의 일본침몰을 바탕으로 한 2번째 텔레비전 드라마이다. 주연은 오구리 슌.

## 요약
2023년의 도쿄를 무대로 한 일본침몰이라는 미증유의 위기를 앞에 두고 분투하는 사람들을 그리는 드라마이다. 오구리가 연기하는 주인공을 시작으로 한 주요 인물의 대부분이 오리지날 캐릭터로 구성되는 등, 원작이나 과거의 미디어 믹스 작품과는 스토리나 무대 설정등이 크게 다르다. 또한, 새로운 테마로 「지구 환경의 위기」나 「정의·리더론」을 취급한다.
지상파 방송에 연동하여 인터넷 동영상 전송 서비스 넷플릭스를 통해 최신화의 전 세계 전송이 실시되고 있다.

### 일본 침몰편
수도권의 부흥이 진행되는 가운데, 국민 지원을 중시하는 총리와 경제부흥을 중시하는 부총리·사토시로 겐 사이에 대립이 발생한다.그런 가운데, 타도코로 박사에 의해 「1년 이내에 일본 침몰이 시작된다」라고 하는 새로운 해석 결과를 가져온다. 1억2000만 명을 해외로 이주시키기 위해서는 여러 나라로 이민 협상을 해야 하는데 큰 어려움이 예상되었다.
톈하이는 대기업 유치를 협상카드로 삼고 외국에 이민을 받아 들일 것을 제안하지만 사토죠는 일본 침몰이 일어나지 않았을 경우를 생각해 반대하고 있었고. 그런 가운데, 타도코로 박사가 D플랜즈사에 정보를 흘리고 돈을 받은 사실이 판명되어 타도코로 박사는 도쿄 지검에 의해 체포되고 만다.
구치된 타도코로 교수를 대신해, 세라 교수가 데이터 해석을 실시해 「일본 침몰」을 지지한다. 그러나 사토시로 부총리가 의뢰한 젠킨스 교수는 '일본 침몰은 없다'는 해석 결과를 내놓아 기업 유치를 통한 이민 계획 실현에 차질이 빚어진다. 조사 결과 나가누마 장관의 사전 정지작업으로 젠킨스 교수는 불완전한 데이터를 받아 정치적 압력을 받았던 것이다.새삼 최신 데이터를 해석한 젠킨스 교수는 '전소설'을 지지한다.
억울한 논바닥은 석방되어 정식으로 이민 교섭이 시작된다. 가장 기대되는 이쿠시마 자동차 유치를 조건으로 미국과 중국은 이민 수를 경쟁하게 되고. 미국은 선수를 쳐 '내셔널 모터스와 이쿠시마의 합병'이 보도되고, 그 대항 조치로서 중국은 '일본 침몰'을 보도함으로써 전세계에 알려지게 된다.
중국은 1000만 명의 수용조건으로 우량기업 5곳을 양보하지 않았고, 그중 도키와 의료인 도키와 통일로는 캐나다 이전을 희망하고 있었다.'중국 저팬타운 구상'을 발안한 톈하이는 중국 국가주석 출신인 양진리에게 중개를 부탁하자는 제안을 하고, 중국은 이민을 받아들이기로 했다. 그 후, 미국의 세계 각국에의 요청에 의해, 각국의 이민 수락 계획이 가속해 간다.
그런 때, 히가시야마 총리가 폭파 테러를 당해, 동석하고 있던 세라 교수는 총리를 지키는 과정에서 사망하게 되고, 총리도 중상을 입는다. 급히 이쿠시마 자동차의 이쿠시마 마코토가 이민특명대신에 임명돼 이민국을 결정하는 추첨이 개시된다. 호주가 500만 명의 이민 수용을 승낙하지만 누계 6000만 명으로 절반에 불과해 이민 협상도 한계에 이른다. 그런데도 일본을 떠나고 싶지 않은 고령자에 대한 대책으로서 「지역 단위 이민」에도 대응하는 등의 결과, 이민 신청자 총수는 1억명을 돌파했다.
그런 가운데 니가타의 간토 침몰 피해자 거주지에서 루비균 감염증이 발생해 변이주에 의해 감염자가 잇달아 사망하는 사태가 발생한다. 타도코로 교수는, 지각변동의 환경 변화에 의해 루비균의 감염이 퍼졌을 가능성을 지적한다. 이윽고 감염은 세계 각국으로 확대되어, 이민 입국이 일시 정지되어 버린다.
나머지 9000만명이 일본에 남겨지는 가운데, 타도코로 교수는 남은 4개월만에 일본 이민을 완료하도록 경고한다. 변이주 감염이 온 세상에 순식간에 퍼지는 가운데, 토키와 의료와 하타 제약의 약의 복합 투여에 의해 완치하는 것을 알 수 있다. 세계환경회의에서 히가시야마 총리는 2개 제약회사가 갖고 있는 특효약의 특허포기를 선언하고 각국의 신용을 얻어 이민재개를 하게 된다.
두 달 뒤 마침내 간토침몰이 시작되어 후지산이 폭발하게 되자 수도권 전체가 바다로 잠긴다. 홋카이도로부터의 피난 기한이 남은 3일로 정해져 피난이 시급한 가운데, 포사 마그나의 붕괴로 혼슈가 일제히 침몰하고, 홋카이도에도 대지진이 발생한다. 그러나 너무 거대한 변동에너지는 아이러니하게도 침몰을 일으키는 판의 파열이 발생하여 규슈와 홋카이도, 아오모리 북부만 침몰에서 피할 수 있었으며 일본의 국토는 조금 남게되어 작은 국가로서 존속하게 되었다.
그 후 아마미는 시이나와 함께 중국으로 건너가 『중국 재팬 타운』에 종사하기로 결정하고, 도키와는 총리와 함께 남겨진 일본을 위해 일하기로 결정하였다.

## 등장인물
아마미 케이시
배우 - 오구리 슌 (39)
환경성 대표
일본미래추진회의 멤버이며, 다이빙을 하다가 바다 밑에 갈라진 틈을 발견하고 열수 분출에 휘말릴 뻔한 뒤에는 다도코로 박사의 간토 침몰설을 믿게 돼 간토 침몰 가능성이 70%라는 사실을 한시라도 빨리 알려야 한다는 생각에 시이나 미나시를 통해 언론에 누설한다. 이로 인하여, 일본 미래 추진 회의 멤버로부터 배제되었지만, 그 후에 간토 침몰이 발생하자 총리가 침몰이 발생하지 않을거라고 발언하다가 대지진 발생 후 코이치와 총리는 틀렸다는걸 깨닫고 아마미에게 복귀를 권하여 추진위원회에 복귀하였다. 그후 일본 침몰설이 현실화가 되자, 저팬타운 건설 발언과 사토 부총리와 함께 중국을 상대로 일본인 이민협상을 벌인다.
시이나 미노리안
정의감이 강한 주간지의 여기자.전 정치부 담당. 간토침몰 가능성이 70%라는 사실을 알고 국민의 생명을 지키기 위해 신문에 게재를 했다. 이로 인해 편집부로부터 근신 권유를 받고 일본미래추진회의 멤버에서 제외된 아마미와 행동을 함께하며 대지진으로 피해를 입은 가족들에게 동행한다.
관동침몰에 의해 자택이 침몰에 휘말렸기 때문에, 아마미의 집에 얹혀 살게 된다.
다도코로 유스케
배우 - 카가와 테루유키
일본 지구물리학계의 이단아. 학회에서는 '괴짜' '애물단지'로 여겨졌으며, 예전에는 일본에 싫증을 느껴 해외로 거점을 옮겼다.억지와 버릇이 매우 강한 성격이지만 한편으로 매우 유능한 학자이다.자신의 연구를 위해서라면 회색 돈이라도 받는 연구지상주의자요, 간토침몰설을 주장하고 있다.
지구물리학계의 세계적 권위자인 젱킨스 박사와는 서로 자기 다음으로 뛰어난 연구자임을 인정하고 있지만 젱킨스 박사는 타도코로를 빌려준 돈도 갚지 않고 자기 차를 멋대로 몰고 다니며 부딪쳐도 사과 한마디 없다며 다시는 관계를 맺고 싶지 않다고 말한다.

### 미래추진위원회
도키와 코이치
배우 - 마츠야마 켄이치
경제산업 에너지 환경국 환경개발과 소속. 아마미랑은 도쿄대 수영부 시절부터의 맹우. 아버지는 조반홀딩스 회장이지만 경쟁이 어려운 산업계에 몸을 두지 않고 관료로서 산업을 지탱하는 길을 택했다.일본 침몰설이 농후해진 뒤에는 히가시야마 총리와 동행, 미국을 상대로 일본인 이민수용 교섭을 진행한다.
아이하라 미스즈
배우 - 나카무라 안
외무성 외교종합국 국제보장과 소속이다.
이시즈카 타이라
배우 - 웬츠 에이지
후생노동성 대표로 최연소 멤버이다.
후생노동성 노동관리국 대책과 소속이며 간토 침몰로 인해 여동생을 잃었다.
안도 야스시
배우 - 다카하시 츠토무
국토교통성 대표해저조사 영상을 조작한 것으로 미래추진회의에서 제외된다.
마사오카 하루키
배우 - 스와 마사시
국토교통성 대표, 안도를 대신해 미래 추진회의 멤버가 되었다.
오리베 사토시
배우 - 하마다 마나부
일본 재무성 대표이다.
기타가와 아키
배우 - 가와이 아오바
일본 법무성 대표이다.
자이츠 후미아키
배우 - 록카쿠 신지
문부과학성 대표
오오토모 린타로
배우 - 야마기시 몬도
총무성 대표
센고쿠 지로
배우 - 다케이 료스케
방위성 대표
시라세 아야
배우 - 다카노 유라코
농림수산성 대표

### 히가시야마 내각
히가시야마 에이치
배우 - 나카무라 토오루
성실하고 높은 지지율을 얻는 내각총리대신 일본 미래 추진 회의의 창설자. 오염물질 저장시스템 COMS 제안자. 일본 침몰설이 현실화가 된 후에 친분이 있는 미국을 상대로 일본인 이민자 수용 교섭을 한다.후에 머물고 있던 호텔에서 폭파 테러에 연루되기 직전에 세량의 보호를 받아 목숨을 건지고 현장으로 복귀했다.
사토시로 겐
배우 - 이시바시 렌지
부총리 겸 재무대신 히가시야마 총리와는 대조적인 인물이다. 당시에 일본 침몰설을 믿지 않았다. 전처, 젠킨스의 예측에 의해 일본 침몰설이 현실화가 된 이후 아마미와 함께 중국을 상대로 일본인의 이민수용 교섭에 주력한다.
나가누마 슈야
배우 - 스기모토 뎃타
내각관방장관으로서 총리의 지원역이었지만 젠킨스 교수에게 낡은 데이터를 넘겨줘 일본 침몰설을 부정하게 만든 비리가 탄로나는 바람에 도쿄지검에 신병이 연행된다.

### 학자
세라 토오루
배우 - 쿠니무라 준
도쿄대학 교수타도코로와 대립하고 있었지만, 타도코로가 D플랜즈 관련으로 체포되었을 때, 슬로우 슬립의 검증을 계승하기로.검증 결과 일본 전역 침몰이라는 견해를 보인다.그 후, 무죄가 증명되어 석방된 논과 함께 슬로우 슬립의 검증을 계속한다.히가시야마 총리와 함께 폭파 테러에 휘말려, 안부 불명이 되지만 그 후 총리를 구하고 나서 가족과 아마미에 의해 간병되면서 사망한다.

### 일반인
이쿠시마 마코토
배우 - 가자마 모리오
세계적인 자동차 회사인 「이쿠시마 자동차」의 회장이자, 경단련회장을 맡고 있으며. 일본 미래 추진 회의의 제안자이다.
아마미 요시에
배우 - 후부키 준
아마미 카오리
배우 - 히가 마나미
시이나 카즈코
배우 - 미야자키 요시코
야마다 아이
배우 - 요다 유키
아마미 마모루
배우 - 요시다 코타로